# Bantamvikt i boxning vid olympiska sommarspelen 1972
Resultat från boxning vid olympiska sommarspelen 1972 och herrarnas bantamvikt. Boxarna vägde under 54 kg. Tävlingarna arrangerades i München.

## Medaljörer
| Klass      | Guld                    | Silver                  | Brons                          |
| Bantamvikt | Orlando Martínez · Kuba | Alfonso Zamora · Mexiko | Ricardo Carreras · USA         |
| Bantamvikt | Orlando Martínez · Kuba | Alfonso Zamora · Mexiko | George Turpin · Storbritannien |

## Resultat

### Första rundan
| Vinnare                        | Resultat      | Förlorare              |
| Första rundan                  | Första rundan | Första rundan          |
| ------------------------------ | ------------- | ---------------------- |
| Stefan Förster (GDR)           | 4-1           | Leslie Hamilton (CAN)  |
| Mayaki Seydou (NIG)            | 3-2           | Mehmet Kunova (TUR)    |
| Koh Keun-Sang (KOR)            | KO-1          | Mohamed Ayele (ETH)    |
| Abdelaziz Hammi (TUN)          | 5-0           | Leopold Agbazo (BEN)   |
| Juan Francisco Rodríguez (ESP) | 5-0           | Luis Avíla (PAN)       |
| Aldo Cosentino (FRA)           | 5-0           | Józef Reszpondek (POL) |

### Andra rundan
| Vinnare                        | Resultat     | Förlorare                  |
| Andra rundan                   | Andra rundan | Andra rundan               |
| ------------------------------ | ------------ | -------------------------- |
| George Turpin (GBR)            | 5-0          | Pierre Amont N'diaye (SIN) |
| Chee Yen Wang (TPE)            | 3-2          | Manoochehr Bahmani (IRI)   |
| John Mwaura Nderu (KEN)        | 4-1          | Eduardo Barragan (COL)     |
| Kim Yong-Ik (boxare) (PRK)     | 4-1          | Deusdete Vasconselos (BRA) |
| Michael Dowling (IRL)          | 4-1          | Ove Lundby (SWE)           |
| Orlando Martínez (CUB)         | 4-1          | Maung Win (BUR)            |
| Ferry Moniaga (INA)            | 5-0          | René Silva (NIC)           |
| Joe Destimo (GHA)              | 3-2          | Werner Schaefer (FRG)      |
| Bulan Ganbat (MGL)             | 5-0          | David Oleme (CMR)          |
| Ricardo Carreras (USA)         | TKO-3        | Michael O'Brien (AUS)      |
| Vassilij Solomin (URS)         | 5-0          | Veepol Charndej (THA)      |
| Marin Lazar (ROU)              | 5-0          | Flevitus Bitegeko (TAN)    |
| Alfonso Zamora (MEX)           | TKO-2        | Ricardo Fortaleza (PHI)    |
| Koh Keun-Sang (KOR)            | 5-0          | Abdelazis Hammi (TUN)      |
| Stefan Förster (GDR)           | 5-0          | Mayaki Seydou (NIG)        |
| Juan Francisco Rodríguez (ESP) | 4-1          | Aldo Cosentino (FRA)       |

### Tredje rundan
| Vinnare                        | Resultat      | Förlorare                  |
| Tredje rundan                  | Tredje rundan | Tredje rundan              |
| ------------------------------ | ------------- | -------------------------- |
| George Turpin (GBR)            | 5-0           | Chee Yen Wang (TPE)        |
| John Mwaura Nderu (KEN)        | 4-1           | Kim Yong-Ik (boxare) (PRK) |
| Orlando Martínez (CUB)         | 3-2           | Michael Dowling (IRL)      |
| Ferry Moniaga (INA)            | 4-1           | Joe Destimo (GHA)          |
| Ricardo Carreras (USA)         | 3-2           | Bulan Ganbat (MGL)         |
| Vassilij Solomin (URS)         | 4-1           | Marin Lazar (ROU)          |
| Alfonso Zamora (MEX)           | 5-0           | Stefan Förster (GDR)       |
| Juan Francisco Rodríguez (ESP) | 5-0           | Koh Keun-Sang (KOR)        |

### Kvartsfinaler
| Vinnare                | Resultat      | Förlorare                      |
| Kvartsfinaler          | Kvartsfinaler | Kvartsfinaler                  |
| ---------------------- | ------------- | ------------------------------ |
| George Turpin (GBR)    | 4-1           | John Mwaura Nderu (KEN)        |
| Orlando Martínez (CUB) | 5-0           | Ferry Moniaga (INA)            |
| Ricardo Carreras (USA) | 3-2           | Vassilij Solomin (URS)         |
| Alfonso Zamora (MEX)   | KO-2          | Juan Francisco Rodríguez (ESP) |

### Semifinaler
| Vinnare                | Resultat    | Förlorare              |
| Semifinaler            | Semifinaler | Semifinaler            |
| ---------------------- | ----------- | ---------------------- |
| Orlando Martínez (CUB) | 3-2         | George Turpin (GBR)    |
| Alfonso Zamora (MEX)   | 4-1         | Ricardo Carreras (USA) |

### Final
| Vinnare                | Resultat | Förlorare            |
| Final                  | Final    | Final                |
| ---------------------- | -------- | -------------------- |
| Orlando Martínez (CUB) | 5-0      | Alfonso Zamora (MEX) |